# Плакалович, Младен
Младен Плакалович (босн. Mladen Plakalović; род. 25 сентября 1991, Сараево) — боснийский лыжник, биатлонист, участник Олимпийских игр в Ванкувере.

## Карьера
В Кубке мира Плакалович не выступал. Лучший результат в общем итоговом зачёте Балканского кубка, 3-е место в сезоне 2010/11.
На Олимпиаде-2010 в Ванкувере занял 78-е место в гонке на 15 км свободным стилем.
За свою карьеру принимал участие в двух чемпионатах мира, лучший результат — 97-е место в спринте свободным ходом на чемпионате мира 2011 года.
Несколько раз участвовал в гонках биатлонного кубка IBU, но до кубковых очков (ТОП-40) не добегал.